# ウィリアム・ヴェイン (第2代ヴェイン子爵)
第2代ヴェイン子爵ウィリアム・ホリス・ヴェイン（英語: William Holles Vane, 2nd Viscount Vane、1714年2月14日 – 1789年4月5日）は、グレートブリテン王国の貴族、政治家。不貞を働いた妻フランシスを一途に愛したことで知られるが、妻からは軽蔑された。

## 生涯

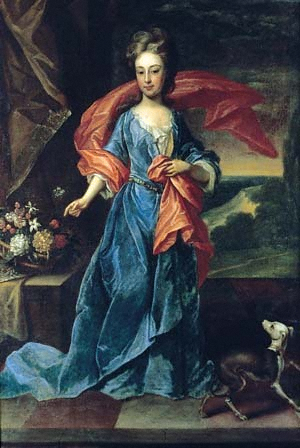
ヴェイン子爵夫人フランシス・ホーズ

初代ヴェイン子爵ウィリアム・ヴェインとルーシー・ジョリフ（Lucy Joliffe、1742年3月27日没、サー・ウィリアム・ジョリフの娘）の三男（長男と次男は父に先立って死去）として、1714年2月14日に生まれた。1730年10月12日、オックスフォード大学クライスト・チャーチに入学した。1734年5月20日に父が死去すると、ヴェイン子爵の爵位を継承した。
1735年5月19日、メリルボーンでフランシス・ホーズ（1715年 – 1788年3月31日）と結婚した。しかし、2人の婚姻はすぐに破綻、フランシスは公式に別居を求めたほか、不倫を繰り返した。例えば、フランシスは1736年夏に夫とともにパリを訪れたとき、初代フェラーズ伯爵ロバート・シャーリーの息子セウォリス・シャーリー（1709年 – 1765年）と不倫関係を持ち、ブリュッセルで一緒に住んだ。ヴェイン子爵はフランシスを一途に愛し続けたため、彼女を探し出そうとし、1737年1月には彼女を探し出せる人に100ポンドの賞金を与えるとの新聞広告を出した。このことを受けて、初代エグモント伯爵ジョン・パーシヴァルはヴェイン子爵を「ばかばかしい若者で、半分は狂気、半分は愚かである」と酷評した。
セウォリスは1738年にフランシスと別れ、フランシスは続いて第4代バークリー伯爵オーガスタス・バークリー（1716年 – 1755年）の愛人になり、1741年まで関係を持った。同1741年、ヴェイン子爵はフランシスに戻ってくるよう求め、その代償として収入と別居するための邸宅を提供すると申し出た。
1751年にフランシスが（トバイアス・スモレットの『ペレグリン・ピックルの冒険』に含まれるという形で）『Memoires of a Lady of Quality』という回想録を出版したが、その中の記述はヴェイン子爵が勃起不全であることを示唆した。ヴェイン子爵は妻を取り戻すために多くの資金を使い、さらに妻の常軌を逸した生活を支えるために資金を使い果たし、やがて借金まみれになって領地などを売却する羽目になった。
フランシスが1788年3月31日に自宅で死去した後、ヴェイン子爵も1789年4月5日にロンドンのダウニング街で死去、18日に埋葬された。後継者がおらず、ヴェイン子爵の爵位は断絶した。